# Haus Katz (Jüchen)

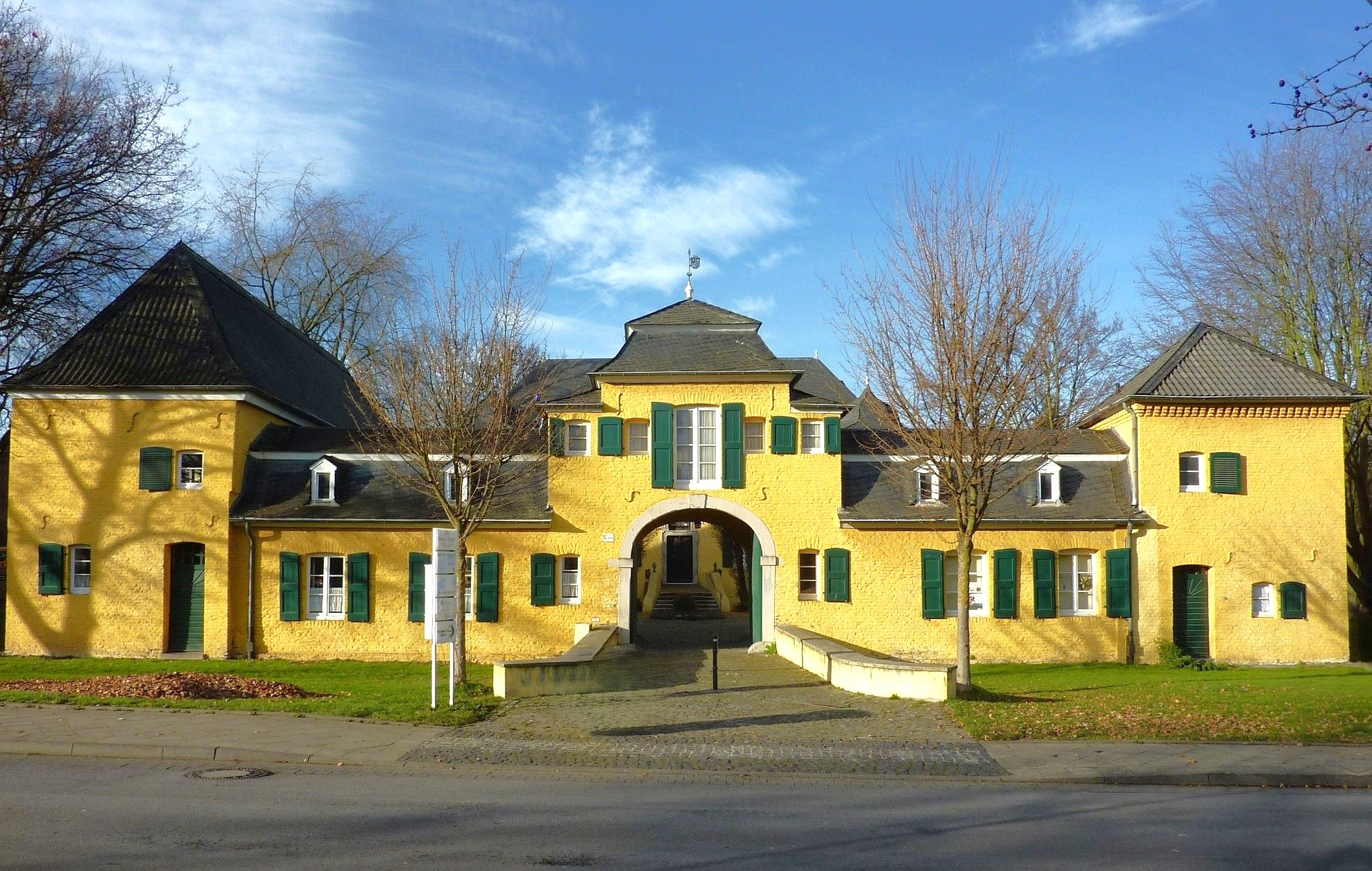
Haus Katz in Jüchen

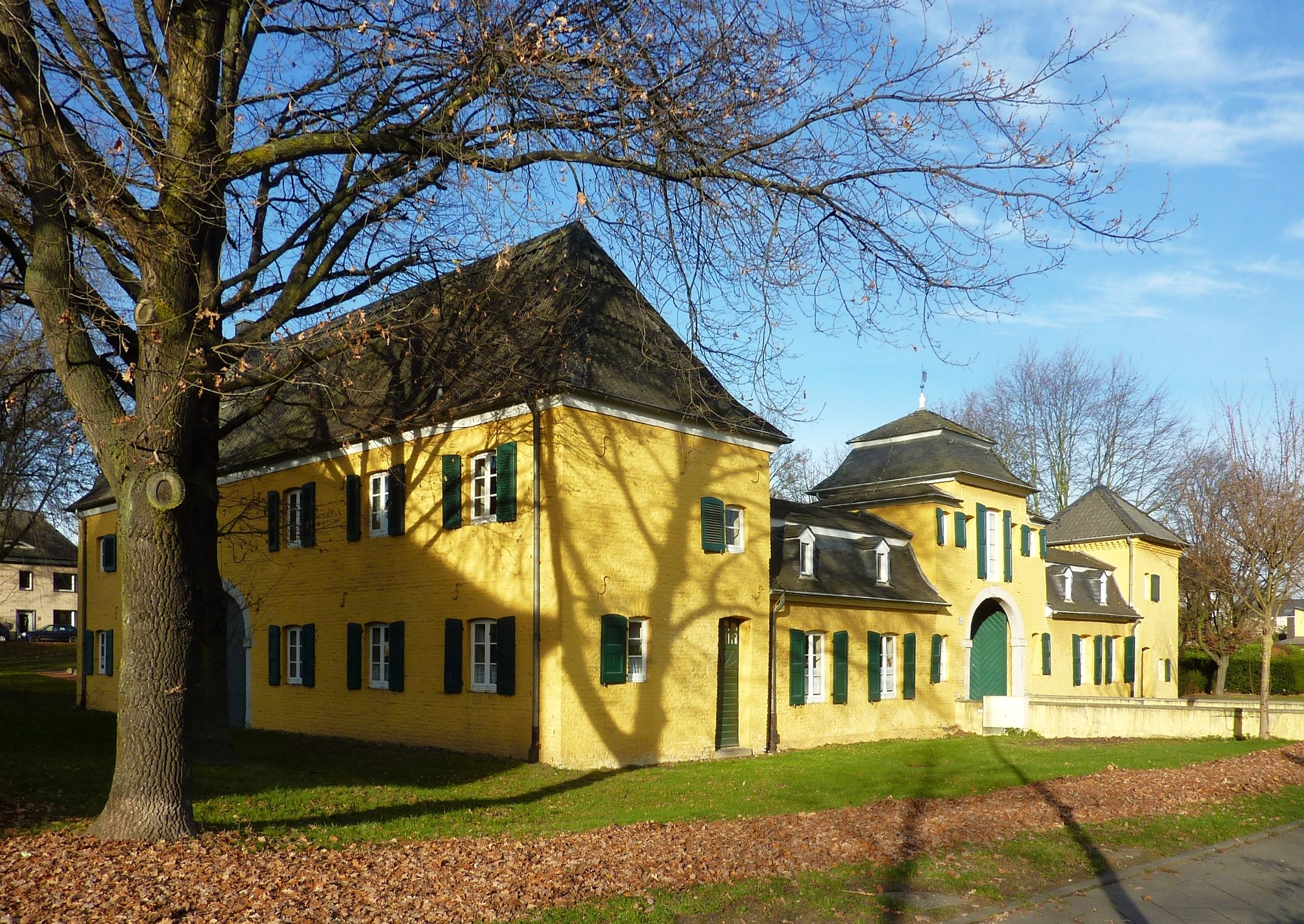
Haus Katz, Ansicht von Nordwesten

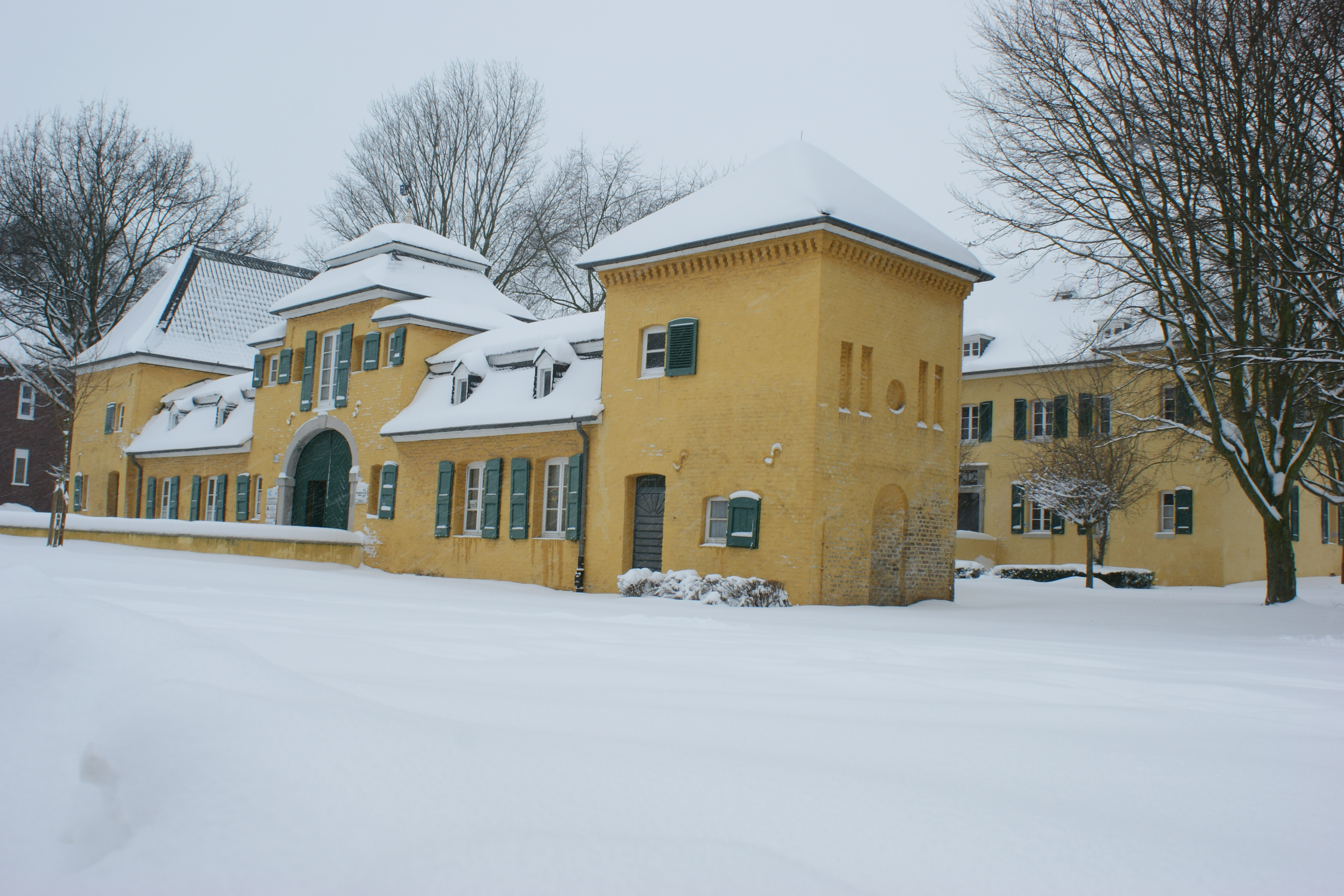
Haus Katz im Winter 2010

Haus Katz oder auch Katz Haus ist ein denkmalgeschütztes Gebäude, welches in der Stadt Jüchen im Rhein-Kreis Neuss in Nordrhein-Westfalen liegt. In den damaligen Zeiten diente das Gebäude dem Amtmann des Herzogs von Jülich (Paulus von Katz), durch welchen es zu seinem Namen kam, vorwiegend als Verwaltungssitz. Heute dient das um 1706 erbaute Gebäude der Stadt Jüchen als Ratssaal, Ausstellungsraum und Ort der Begegnung. Ebenfalls ist hier das Standesamt der Stadt untergebracht.

## Lage
Das Haus Katz liegt im heutigen Ortszentrum von Jüchen. In näherer Umgebung finden sich neben der neugotischen katholischen Kirche St. Jakobus d. Ä. auch die evangelische Hofkirche hinter den Häusern am Jüchener Markt. In der Weihnachtszeit bot das Haus Katz dem Jüchener Weihnachtsmarkt bereits eine festliche Kulisse und ist zugleich Dreh- und Angelpunkt für weitere festlichen Veranstaltungen, wie dem Schützenfest.

## Geschichte
Das Hauptgebäude des Vorgängerbaus des heutigen Haus Katz wurde als Rittersitz genutzt und befand sich wahrscheinlich im östlichen Bereich des heutigen Herrenhauses. Ein Turm (etwa dort wo heute der Südostturm steht) dürfte die heutigen Gebäude um einiges überragt haben und war wohl in der Art eines mittelalterlichen Burgfrieds errichtet. Ein kleinerer Turm befand sich auf der Nordostseite des Gebäudes. Der Haupteingang der alten Anlage dürfte wohl auf der Nordwestseite gelegen haben. Eine Vorburg lag vermutlich westlich dieses Herrenhauses, eine weitere in etwa im Bereich der heutigen (mit Nordostflügel). Das Herrenhaus und die südliche Vorburg waren durch Wassergräben geschützt, die von dem Bach gespeist wurden, der heute unter Straße durch Kanalrohre läuft. Vermutlich wurde die Burg im 16. Jahrhundert erbaut und im 17. Jahrhundert erweitert.
Auf den Ruinen dieses alten Rittersitzes (letzter Besitzer war Ritter Klutt) errichtete der Amtmann des Herzoges von Jülich des Amtes Kaster, Paulus Katz, zu Beginn des 18. Jahrhunderts (ca. 1706) einen Gerichtssitz in Form einer barocken Burganlage. Die Anlage hatte ursprünglich zwei Vorburgen und ein von Wassergräben umgebenes Herrenhaus, das noch erhalten ist, genau wie zwei Flügel der südlichen Vorburg. Bis 1767 wurde die Anlage noch mehrmals aus- und umgebaut. Nach dem Tod von Johann Theodor Katz (ohne männliche Erben) wechselte die Anlage mehrfach den Besitzer.
Am 29. Januar 1973 erwarb die Gemeinde Jüchen das Haus Katz für 105.000 DM (ca. 55.000 Euro), um einem Umbau zur Fabrik durch die Gebrüder Onofrietti vorzubeugen. Seither wird das Barockgebäude als "gute Stube" der Gemeinde (heute Stadt Jüchen) genutzt.

### Renovierungen 1917
Nach ca. 211 Jahren erfolgten am Haus Katz die ersten umfangreichen Renovierungen.

### Umbau 1978–1981
Nach Erwerb durch die Gemeinde im Jahr 1973 erfolgte zwischen Juni 1978 und April 1981 der Umbau zum Verwaltungsgebäude. Die Kosten für den Umbau betrugen 2,5 Mio. DM (ca. 1,3 Mio. Euro). Nach dem Umbau beherbergte das Anwesen den Ratssaal, das Standesamt und das Sozialamt der Gemeinde Jüchen.

### Sanierungen 1980 und 2006
1980 erfolgten die erste Sanierung und 2006 die zweite. In beiden Jahren wurden Risse an der Hauptfassade entdeckt und die Mängel behoben.

### Sanierung 2007–2009
Im Juli 2009 beendete die Gemeinde Jüchen eine knapp zweijährige, umfangreiche Sanierung.
Die rund 300 Jahre alten Gemäuer, welche auf morschen Pfählen standen, vermochten den bauphysikalischen Gesetzmäßigkeiten nicht länger zu trotzen. Nachdem die ersten Rissbildungen offensichtlich wurden, war ein Handeln und die Sanierung unumgänglich.
Für die Auffüllung der Hohlräume im Keller mit Quellbeton, der Entfernung der morschen Holzpfähle bei gleichzeitiger Verfüllung der entstehenden Hohlräume durch ein neuartiges Schlauchsystem, der Rissbildentfernung sowie des im Anschluss notwendigen Außenanstriches mit einer offenporigen Spezialfarbe wurden am Ende 560.000 Euro benötigt. Da diese Summe nicht alleine durch die Gemeinde zu stemmen war, beteiligte sich der Rhein-Kreis Neuss mit 130.000 Euro am Sanierungsprojekt, sowie die Bezirksregierung Düsseldorf mit 87.000 Euro, aus Mitteln der Denkmalförderung. Das Sanierungsprojekt war in dieser Form bislang einmalig.

### Umbau 2011
Im Jahr 2011 begann die Gemeinde Jüchen mit Ausschreibungen um das Gebäude behindertengerecht umzubauen. Der geplante Umbau sollte rund 150.000 Euro kosten und bis Dezember 2011 abgeschlossen sein. Während des Umbaus wurde u. a. geplant eine Zugangsmöglichkeit zum 1. Obergeschoss über einen Aufzug zu ermöglichen.

## Besitzer
| Zeitraum     | Besitzer                                                                      |
| ------------ | ----------------------------------------------------------------------------- |
| bis ca. 1700 | Ritter Klutt                                                                  |
| 1706–1710    | Paulus von Katz († 4. April 1710)                                             |
| 1710–1778    | Johann Theodor von Katz (* 1709; † 15. April 1778)                            |
| 1779–????    | Ernst Leopold Anton von Hauer (verheiratet mit Maria Anna Franziska von Katz) |
| 1834–1854    | Curt von Monschaw                                                             |
| ????–????    | Fabrikant Peltzer aus Rheydt                                                  |
| ????–????    | Fabrikant Blankertz                                                           |
| ????–????    | Bauunternehmer Bach                                                           |
| ????–????    | Sanitätsrat von Hoegen                                                        |
| ????–????    | Kaufmann Max Cohnen                                                           |
| 1907–1929    | Fabrikant Fabrikant Emil Quack                                                |
| 1929–1951    | Fabrikant Witwe Alwine Quack                                                  |
| 1951–1965    | Fabrikant Hans Kurt Quack                                                     |
| 1965–1973    | Gebr. Nunzio & Michele Onofrietti                                             |
| seit 1973    | Gemeinde Jüchen                                                               |